# Sania albastră
Sania albastră este un film românesc din 1987 regizat de Ioan Cărmăzan. Rolurile principale au fost interpretate de actorii Diana Gheorghian, Bogdan Stanoevici și Ioan Georgescu.

## Distribuție
Distribuția filmului este alcătuită din:
- Diana Gheorghian — Adriana Popa, studentă la ASE
- Bogdan Stanoevici — Adrian („Bogdan”), student la Politehnică, noul iubit al Adrianei
- Ioan Georgescu — Cornel Frânculescu, antrenor de schi, fostul iubit al Adrianei
- Leni Pințea-Homeag — soția lui Manole
- Ion Andrei — Manole, astronom
- Constantin Ghenescu — Nicolae Toma, impiegatul de la halta CFR
- Aura Urziceanu — cântăreața de muzică ușoară
- Valentin Teodosiu — George, fratele mai mare al Adrianei
- Valentin Mihali — matematicianul tânăr din stațiunea montană
- Liviu Timuș — al șaselea tânăr
- Benone Schwartz — al patrulea tânăr
- Mirela Nicolau — o tânără
- Cecilia Bârbora — o altă tânără (menționată Cecilia Bîrboră)
- Adriana Gădălean
- Petre Moraru
- Luminița Stoianovici
- Ruxandra Bergheanu
- Cătălin Ciornei
- Avram Birău
- Ileana Popescu
- Vasile Popa — prieten al lui Cornel (nemenționat)

## Primire
Filmul a fost vizionat de 1.326.862 de spectatori în cinematografele din România, după cum atestă o situație a numărului de spectatori înregistrat de filmele românești de la data premierei și până la data de 31 decembrie 2014 alcătuită de Centrul Național al Cinematografiei.